# Petras Jurgaitis
Petras Jurgaitis (ur. 14 lutego 1894 w Stipinai koło Joniszek, zm. 19 marca 1959 w Cleveland) – litewski wojskowy, działacz polityczny i samorządowiec, burmistrz Birżów na Żmudzi.
W 1915 roku ukończył moskiewską szkołę wojskową („proporszczyków”), po czym brał udział w I wojnie światowej. W 1919 roku powrócił na Litwę, gdzie początkowo dowodził batalionem, a później pułkiem – walczył z radzieckimi i polskimi wojskami okupującymi kraj, dostał się do niewoli polskiej, jednak udało mu się uciec.
W 1922 roku ukończył wyższe kursy wojskowe, później kształcił się w Kowieńskiej Szkole Wojskowej, na czele której stanął w latach 1928-30. W latach trzydziestych władze państwowe skierowały go na tor samorządowy: od 1936 do 1940 roku pełnił urząd burmistrza Birżów. Po aneksji Litwy przez ZSRR w został zesłany na Syberię.
Po II wojnie światowej przebywał początkowo w Niemczech, później przeprowadził się do USA, gdzie zmarł.